# Новостепанівка (Березівський район)
Новостепа́нівка — село Знам'янської сільської громади, Березівський район, Одеська область в Україні. Населення становить 136 осіб.

## Населення
Згідно з переписом УРСР 1989 року чисельність наявного населення села становила 177 осіб, з яких 80 чоловіків та 97 жінок.
За переписом населення України 2001 року в селі мешкало 136 осіб.

### Мова
Розподіл населення за рідною мовою за даними перепису 2001 року:
| Мова       | Відсоток |
| ---------- | -------- |
| українська | 97,79 %  |
| молдовська | 0,74 %   |
| інші       | 1,47 %   |